# Кохана
Коха́на — пасажирська зупинна залізнична платформа Лиманської дирекції Донецької залізниці.
Розташована на півдні м. Сіверськ, Бахмутський район, Донецької області. Платформа розташована одночасно на двох лініях Лиман — Микитівка, Сіверськ — Родакове між станціями Зовна (7 км) та Сіверськ (2 км).
На платформі зупиняються лише приміські поїзди.